# Куня
Куня (на руски: Кунья) е река в Псковска, Тверска и Новгородска област на Русия, десен приток на Ловат, от басейна на езерото Илмен. Дължина 236 km. Площ на водосборния басейн 5143 km².
Река Куня води началото си от езерото Втеселево, разположено на 168 m н.в., в югозападната периферия на Валдайското възвишение, в югоизточната част на Псковска област. Тече предимно в северна посока през западните части на Валдайското възвишение. В горното течение силно меандрира в заблатена долина. След устието на река Усвята долината ѝ става гориста с ширина 300 – 400 m, а течението е съпроводено от прагове и бързеи. След устието на река Серьожа долината ѝ става широка и отново се заблатява, а течението се успокояна. Влива се отдясно в река Ловат, при нейния 192 km, на 46 m н.в., при град Холм в Новгородска област. Основните и притоци са предимно десни, тъй като наляво (на запад) границата на водосборния ѝ басейн преминава съвсем близо до долината ѝ – Лусня (34 km), Усвята (35 km), Черност (26 km), Добша (33 km), Губенка (22 km), Болшая Ноша (35 km), Ока (66 km), Серьожа (104 km), Алешня (34 km), Мали Тудер (85 km), Болшой Тудер (94 km). Има смесено подхранване с преобладаване на снежното с ясно изразено пролетно пълноводие през април и май. Среден годишен отток в устието 44,8 m³/s. Заледява се в началото на декември, а се размразява в края на март или началото на април. По бреговете на реката са разположени множество населени места, в т.ч. град Холм в устието ѝ, в Новгородска област.